# 喬爾喬斯·查維拉斯
喬爾喬斯·查維拉斯（希臘語：Γεώργιος Τζαβέλας，羅馬化：Georgios Tzavellas，1987年11月26日—）是希臘的一位足球運動員。在場上司職左後衛。他現在效力于希臘足球超級聯賽球隊AEK雅典。他也代表希臘國家足球隊參賽。

## 外部連結
- fussballdaten.de：Giorgos Tzavellas之統計數據 （德文）[]
- Giorgos Tzavellas – FIFA國際賽競賽紀錄 (存檔)
- Giorgos Tzavellas－UEFA國際賽競賽紀錄
- 喬爾喬斯·查維拉斯在ESPN FC中的档案[]